# عزت جدوع
عزت جدوع (مواليد 16 يناير 1983) لاعب كرة قدم قطري يجيد اللعب في خط الوسط المتقدم .
كانت بداياته مع نادي السد ولعب بعدها مع أندية الخور والأهلي و العربي ومعيذر و مسيمير والشمال و عاد إلى نادي السد في عام 2016 .
مثل منتخب قطر في كأس آسيا 2004 في الصين .

## روابط خارجية
- عزت جدوع على موقع قاعدة بيانات كرة القدم.إي يو (الإنجليزية)
- عزت جدوع على موقع ناشيونال فوتبول تيمز (الإنجليزية)
- عزت جدوع على موقع عالم كرة القدم.نت (الإنجليزية)